# Lista de vereadores da cidade do Rio de Janeiro (2025-2028)
Esta é uma lista de vereadores da cidade do Rio de Janeiro na legislatura 2025-2028. Todos foram eleitos na eleição municipal do Rio de Janeiro em 2024 de 6 de outubro de 2024 para ocuparem as 51 cadeiras na 12.ª legislatura da Câmara Municipal do Rio de Janeiro. O prédio da Câmara é o Palácio Pedro Ernesto.

## Vereadores eleitos
|    | Nome                   | Partido       | Votos   | %     | Variação de 2020 | Observação                                                                           | Ref.        |
| -- | ---------------------- | ------------- | ------- | ----- | ---------------- | ------------------------------------------------------------------------------------ | ----------- |
| 1  | Carlos Bolsonaro       | PL            | 131.480 | 4,30% | 59 480           | Bate o próprio recorde e é o vereador mais bem votado da história no Rio.            | [ 3 ] [ 1 ] |
| 2  | Marcio Ribeiro         | PSD           | 37.387  | 1,87% | 59 480           | Novo líder do governo Eduardo Paes.                                                  | [ 4 ] [ 1 ] |
| 3  | Luciana Novaes         | PT            | 11.994  | 0,40% | 3 317            | Primeira suplente da federação PT-PV-PCdoB, tomará posse no lugar de Tainá de Paula. | [ 5 ]       |
| 4  | Carlo Caiado           | PSD           | 47.671  | 1,57% | 21 459           | Reeleito presidente da Câmara do Rio, inicia seu terceiro mandato consecutivo.       | [ 1 ] [ 6 ] |
| 5  | Rafael Aloisio Freitas | PSD           | 40.892  | 1,35% | 22 041           |                                                                                      | [ 1 ]       |
| 6  | Marcelo Diniz          | PSD           | 39.967  | 1,32% | 33 652           |                                                                                      | [ 1 ]       |
| 7  | Rosa Fernandes         | PSD           | 39.804  | 1,31% | 13 395           | Vereadora mais longeva do Rio, eleita pela nona vez consecutiva.                     | [ 1 ] [ 7 ] |
| 8  | Leniel Borel           | PP            | 34.359  | 1,13% | Não concorreu    |                                                                                      | [ 1 ]       |
| 9  | Jorge Felippe          | PP            | 25.844  | 0,85% | 4 908            | Primeiro suplente do PP, ocupará o lugar de Felipe Michel.                           | [ 8 ]       |
| 10 | Pastor Deangeles Percy | PSD           | 17.802  | 0,59% | Não concorreu    | Primeiro suplente do PSD, ocupará o lugar de Joyce Trindade.                         | [ 5 ]       |
| 11 | Cesar Maia             | PSD           | 29.665  | 0,98% | 25 366           |                                                                                      | [ 1 ]       |
| 12 | Rick Azevedo           | PSOL          | 29.364  | 0,97% | Não concorreu    |                                                                                      | [ 1 ]       |
| 13 | Junior Da Lucinha      | PSD           | 28.743  | 0,95% | 9 011            |                                                                                      | [ 1 ]       |
| 14 | Helena Vieira          | PSD           | 28.626  | 0,94% | Não concorreu    |                                                                                      | [ 1 ]       |
| 15 | Vera Lins              | PP            | 27.871  | 0,92% | 8 629            |                                                                                      | [ 1 ]       |
| 16 | Flávio Pato            | PSD           | 16.388  | 0,54% | Não concorreu    | Segundo suplente do PSD, substituirá Didi Vaz.                                       | [ 5 ]       |
| 17 | Salvino Oliveira       | PSD           | 27.062  | 0,89% | Não concorreu    |                                                                                      | [ 1 ]       |
| 18 | Monica Benicio         | PSOL          | 25.382  | 0,84% | 2 463            |                                                                                      | [ 1 ]       |
| 19 | Felipe Boró            | PSD           | 24.190  | 0,80% | 15,876           |                                                                                      | [ 1 ]       |
| 20 | Zico                   | PSD           | 23.319  | 0,77% | 9 355            |                                                                                      | [ 1 ]       |
| 21 | Poubel                 | PP            | 21.379  | 0,70% | Não concorreu    |                                                                                      | [ 1 ]       |
| 22 | Niquinho               | PV            | 8.842   | 0,29% | 5 836            | Segundo suplente da federação PT-PV-PCdoB, assumirá a cadeira de Márcio Santos.      | [ 5 ]       |
| 23 | Vitor Hugo             | MDB           | 20.660  | 0,68% | 15 237           |                                                                                      | [ 1 ]       |
| 24 | Tânia Bastos           | Republicanos  | 20.424  | 0,67% | 1 397            |                                                                                      | [ 1 ]       |
| 25 | Talita Galhardo        | PSDB          | 20.352  | 0,67% | Não concorreu    |                                                                                      | [ 1 ]       |
| 26 | Rocal                  | PSD           | 20.237  | 0,51% | 6 324            | Terceiro suplente do PSD, ficará com a vaga de Luiz Ramos Filho.                     | [ 5 ]       |
| 27 | Welington Dias         | PDT           | 20.147  | 0,66% | Não concorreu    |                                                                                      | [ 1 ]       |
| 28 | William Siri           | PSOL          | 19.872  | 0,65% | 9 915            |                                                                                      | [ 1 ]       |
| 29 | Jorge Canella          | União         | 19.353  | 0,64% | Não concorreu    |                                                                                      | [ 1 ]       |
| 30 | Átila Nunes            | PSD           | 19.191  | 0,63% | 8 930            |                                                                                      | [ 9 ]       |
| 31 | Inaldo Silva           | Republicanos  | 19.116  | 0,63% | 2 769            |                                                                                      | [ 1 ]       |
| 32 | Willian Coelho         | DC            | 18.777  | 0,62% | 3 651            |                                                                                      | [ 1 ]       |
| 33 | Flávio Valle           | PSD           | 18.613  | 0,61% | Não concorreu    |                                                                                      | [ 1 ]       |
| 34 | Jair da Mendes Gomes   | PRD           | 18.509  | 0,61% | 4 914            |                                                                                      | [ 1 ]       |
| 35 | Thais Ferreira         | PSOL          | 17.206  | 0,57% | 2 922            |                                                                                      | [ 1 ]       |
| 36 | Wagner Tavares         | PSB           | 7.174   | 0,24% | Não concorreu    | Primeiro suplente do PSB, substituirá Tatiana Roque.                                 | [ 5 ]       |
| 37 | Renato Moura           | MDB           | 16.278  | 0,54% | 5 690            |                                                                                      | [ 1 ]       |
| 38 | Marcos Dias            | PODE          | 16.209  | 0,53% | Não concorreu    |                                                                                      | [ 1 ]       |
| 39 | Dr. Rogerio Amorim     | PL            | 16.081  | 0,53% | 9 362            |                                                                                      | [ 1 ]       |
| 40 | Paulo Messina          | PL            | 15.977  | 0,53% | Não concorreu    |                                                                                      | [ 1 ]       |
| 41 | Fabio Silva            | PODE          | 15.846  | 0,52% | Não concorreu    |                                                                                      | [ 1 ]       |
| 42 | Pedro Duarte           | NOVO          | 15.404  | 0,51% | 5 335            |                                                                                      | [ 1 ]       |
| 43 | Felipe Pires           | PT            | 15.136  | 0,50% | Não concorreu    |                                                                                      | [ 1 ]       |
| 44 | Maíra do Mst           | PT            | 14.667  | 0,48% | Não concorreu    |                                                                                      | [ 1 ]       |
| 45 | Fernando Armelau       | PL            | 14.415  | 0,48% | Não concorreu    |                                                                                      | [ 1 ]       |
| 46 | Rodrigo Vizeu          | MDB           | 14.351  | 0,47% | Não concorreu    |                                                                                      | [ 1 ]       |
| 47 | Rafael Satiê           | PL            | 13.582  | 0,45% | Não concorreu    |                                                                                      | [ 1 ]       |
| 48 | Gigi Castilho          | Republicanos  | 13.492  | 0,44% | Não concorreu    |                                                                                      | [ 1 ]       |
| 49 | Leonel de Esquerda     | PT            | 13.325  | 0,44% | Não concorreu    |                                                                                      | [ 1 ]       |
| 50 | Dr. Gilberto           | Solidariedade | 13.312  | 0,44% | 3 867            |                                                                                      | [ 1 ]       |
| 51 | Diego Faro             | PL            | 12.675  | 0,42% | Não concorreu    |                                                                                      | [ 1 ]       |

## Afastados
| Nome             | Partido | Votos  | %     | Variação de 2020 | Situação | Ref.   |
| ---------------- | ------- | ------ | ----- | ---------------- | --- | ------ |
| Tainá de Paula   | PT      | 49.986 | 1,65% | 25 105           | Secretária Municipal de Meio Ambiente (SMAC) | [ 10 ] |
| Felipe Michel    | PP      | 31.773 | 1,05% | 10 837           | Secretário Municipal de Envelhecimento Saudável e Qualidade de Vida (SEMESQV)                                                                                                 | [ 11 ] |
| Joyce Trindade   | PSD     | 30.466 | 1,00% | Não concorreu    | Secretária Municipal de Políticas e Promoção da Mulher (SPM-RIO) | [ 12 ] |
| Diego Vaz        | PSD     | 27.226 | 0,90% | Não concorreu    | Secretário Municipal de Conservação e Serviços Públicos (Seconserva) | [ 13 ] |
| Márcio Santos    | PV      | 21.122 | 0,70% | 13 655           | Secretário Municipal de Desenvolvimento Econômico Solidário (SEDES) | [ 14 ] |
| Luiz Ramos Filho | PSD     | 20.237 | 0,67% | 4 635            | Secretário Municipal de Proteção e Defesa dos Animais (SMPDA) | [ 15 ] |
| Donato           | PSD     | 15.149 | 0,50% | Não concorreu    | Quarto suplente do PSD, ficou brevemente com a vaga de Átila Nunes que retornou no inicio de 2025 à Alerj no lugar do deputado estadual do Rio de Janeiro Guilherme Schleder. | [ 16 ] |
| Tatiana Roque    | PSB     | 16.957 | 0,56% | Não concorreu    | Secretária Municipal de Ciência e Tecnologia (SMCT) | [ 17 ] |

## Mesa Diretora
| Nome                   | Partido      | Função             |
| ---------------------- | ------------ | ------------------ |
| Carlo Caiado           | PSD          | Presidente         |
| Willian Coelho         | DC           | 1° Vice-Presidente |
| Tânia Bastos           | Republicanos | 2° Vice-Presidente |
| Rafael Aloisio Freitas | PSD          | 1° Secretário      |
| Paulo Messina          | PL           | 2° Secretário      |

• Átila Nunes - 1º Suplente / Tainá de Paula - 2º Suplente.